# التجاري وفا بنك
التجاري وفا بنك هي مجموعة مصرفية مغربية، وأول بنك في المغرب وفي شمال أفريقيا والبنك الأفريقي الرابع وفقًا لإجمالي الأصول. لديه ما يقرب من 10 ملايين عميل فردي ومهني وفي قطاع الأعمال والمؤسسات، و20602 موظفًا في 25 دولة. في عام 2020، يعتبر التجاري وفا بنك هو الشبكة الرائدة في أفريقيا مع 5265 فرعًا وأكثر من مليار دولار تم استثمارها في القارة منذ عام 2010. بلغ صافي الربح المجمع 700 مليون دولار أمريكي في 2018.
التجاري وفا بنك هي شركة تابعة لشركة المدى القابضة المملوكة للعائلة الملكية في المغرب.
تمتلك الشركة عدة مكاتب وفروع في أوروبا وآسيا، كما وسعت الشركة نشاطها بشكل كبير في دول إفريقيا جنوب الصحراء.  كان خامس أكبر بنك في إفريقيا سنة 2021، كانت أيضًا إلى جانب اتصالات المغرب كواحدة من شركتين مغربيتين مصنفتين من بين 20 شركة رائدة في إفريقيا في عام 2022. 

## تاريخ
تبدأ قصة وفا بنك في طنجة، حيث أنشأت شركة الائتمان والبنك الفرنسية عام 1904، من خلال شركتها الجزائرية (شركة الائتمان والبنك الجزائرية). نسجت شركة الائتمان والبنك الجزائرية شبكة وكالاتها على مر السنين. بعد الاستقلال، يعد وفا بنك الشبكة المصرفية الأولى والوحيدة في المغرب، ولديه 38 فرعا.
في عام 1964، تم تحويل بنك المغرب العربي إلى المغرب، وبالتالي أصبح (شركة الائتمان والبنك المغربية). بعد أربع سنوات، في عام 1968، أصبحت عائلة الكتاني المساهم الأكبر.
في عام 1985، أخذت اسم وفا بنك. بين عامي 1985 و 1991، بدأ وفا بنك سياسة قوية تركز على التفرع عن التداولات. في عام 1993، تم إدراجه في بورصة الدار البيضاء.
في عام 2003، تحت إشراف منير الماجيدي، سيطرت شركة BCM على وفا بنك التي تمتلك 70.4٪ من وفا للتأمين، تمتلك 19.71٪ من رأس مال وفا بنك. كما تمتلك OGM 15.54٪ من وفا بنك بالتوازي. وبالتالي تمثل هذه المعاملة مكاسب رأسمالية بنسبة 35.25٪ لشركة BCM ومرتين هذا العدد في حقوق التصويت.

## التجاري وفا بنك
2003: تأسست مجموعة التجاري وفا بنك بعد إندماج البنكين المغربيين البنك التجاري المغربي وبنك الوفاء.
2005: شرع التجاري وفا بنك في تطوره الدولي من خلال المساهمة في رأسمال المصرف التونسي «بنك الجنوب» والذي تحول إسمه إلى التجاري بنك تونس.
2006: إفتتحت مجموعة التجاري وفا بنك أول مصرف تابع لها في القارة الأوروبية تحت اسم التجاري وفا بنك أوروبا والكائن مقره في باريس.
2010: إطلاق دار الصفاء، باعتبارها أول مؤسسة مالية مختصة في المنتجات البنكية البديلة.
2016: إستحوذت مجموعة التجاري وفا بنك على نسبة 100% من باركليز بنك مصر.
2017: إطلاق بنك الصفاء.

## المؤسسات التابعة

### المغرب
- التجاري وفا بنك المغرب
- تأمين الوفاء
- وفا سلف
- وفاكاش
- وفا إموبليي
- بنك الصفاء

### شمال إفريقيا
- التجاري بنك تونس
- التجاري بنك موريتانيا
- التجاري وفا بنك مصر

### غرب إفريقيا
- الشركة البنكية لغرب إفريقيا (بنين - بوركينا فاسو - النيجر - السنغال)
- التجاري غرب افريقيا
- مصرف السنغال
- البنك الدولي لمالي
- البنك الدولي لإفريقيا الطوغو
- الشركة الإيفوارية للبنك

### وسط إفريقيا
- الاتحاد الغابوني للبنك
- الشركة التجارية للبنك بالكامرون
- مصرف الكونغو
- التجاري بنك تشاد

### أوروبا
- التجاري وفا بنك أوروبا

## الإدارة
يشغل محمد الكتاني منصب رئيس مجلس الإدارة والرئيس التنفيذي لبنك التجاري وفا بنك منذ عام 2007. كان عبد العزيز العلمي رئيسا فخريًا اعتبارًا من عام 2013. 

## أنظر أيضًا
- قائمة البنوك في المغرب

## وصلات خارجية
- الموقع الرسمي